# Fahrbahnmarkierer

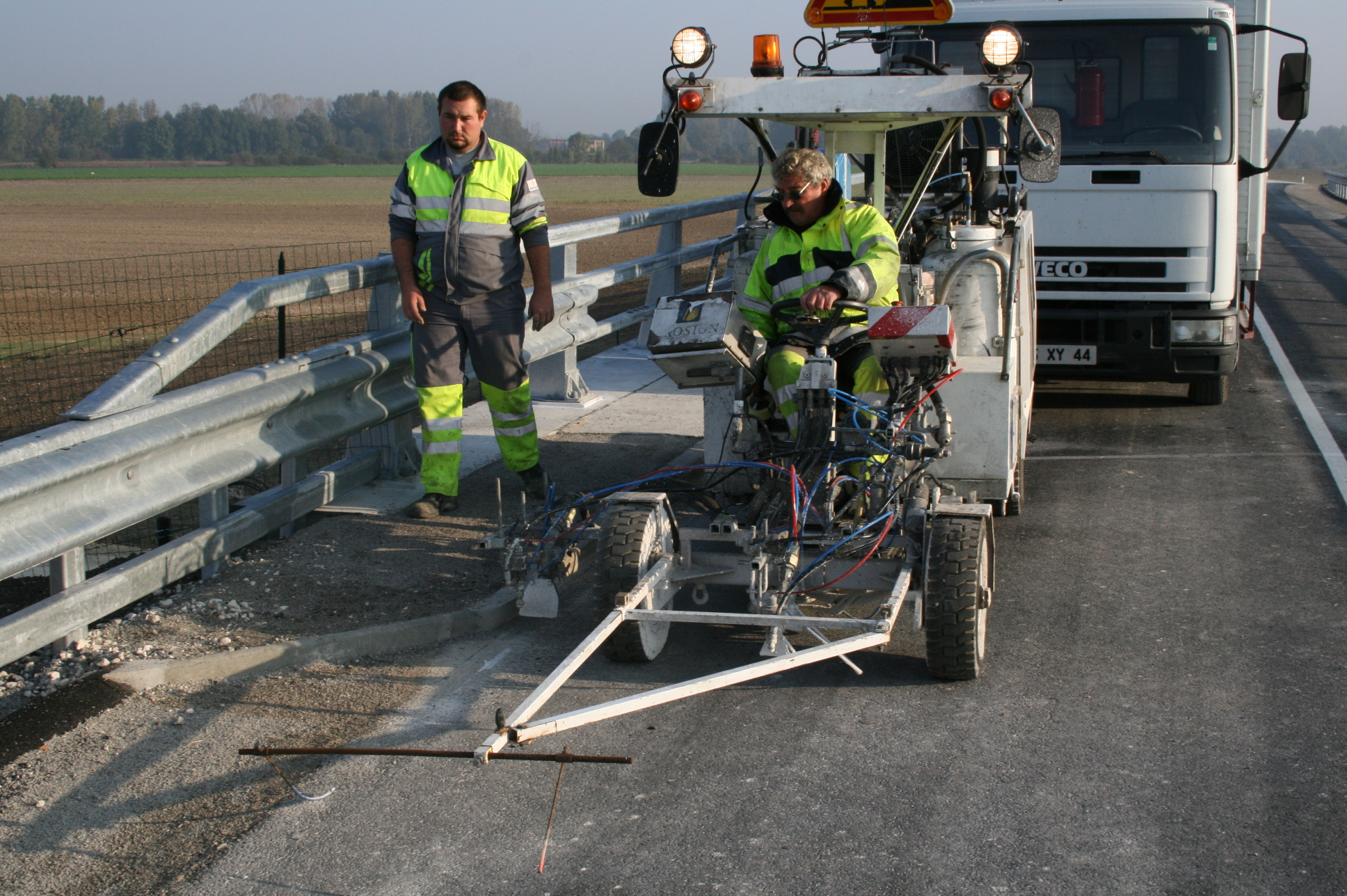
Fahrbahnmarkierer bei der Arbeit

Fahrbahnmarkierer ist ein Beruf, bei dem Markierungsarbeiten zur Verkehrsführung und -sicherung durchgeführt werden. Markierungsarbeiten umfassen die Reinigung, Applikation (Aufbringen) und Demarkierung (Entfernen) von Fahrbahnmarkierungen auf Verkehrsflächen von Hand oder mit Hilfe von speziellen Markierungsmaschinen. Neben der eigentlichen Markierungsarbeit müssen die Fahrbahnmarkierer häufig auch die Arbeitsstelle absichern, um weder sich noch den fließenden Verkehr zu gefährden. Die Arbeiten werden oftmals im Rahmen einer Tagesbaustelle durchgeführt.
Beschäftigung finden Fahrbahnmarkierer in Unternehmen des Straßen- und Markierungsgewerbes oder im Bereich der öffentlichen Straßenbauverwaltung (Straßen- oder Autobahnmeisterei).